# ঢ়
Cette page contient des caractères spéciaux ou non latins. S’ils s’affichent mal (▯, ?, etc.), consultez la page d’aide Unicode.
ঢ়, appelé ṛha et transcrit ṛh, est une consonne de l’alphasyllabaire bengali utilisée dans l’écriture de l’assamais et du bengali. Elle est formée d’un ḍha ‹ ঢ › avec un point souscrit.

## Utilisation
En bengali ṛha représente une consonne battue rétroflexe voisée aspirée [ɽʰ].

## Représentations informatiques
Ses caractères Unicode sont, :
| formes | représentations | chaînes de caractères | points de code       | descriptions                                                        |
| ------ | --------------- | --------------------- | -------------------- | ------------------------------------------------------------------- |
| pleine | ঢ়               | ঢ়                     | U+09A2 U+09BC        | lettre bengali ddha, symbole bengali noukta                         |
| morte  | ঢ়्               | ঢ়◌्                    | U+09A2 U+09BC U+094D | lettre bengali ddha, symbole bengali noukta, symbole bengali virama |